# Протопопов, Александр Павлович (писатель)
Александр Павлович Протопопов (Славин-Протопопов) (псевдоним Славин; 1814—1867) — русский писатель, прозаик, драматический актёр. Под фамилией Славин был известен как в театре, так и в литературе.

## Биография
Сын дьячка. Учился в Московской духовной семинарии, которую не окончил (вышел в 1833 году из «среднего», философского отделения), тогда же начал писать. Начал службу в Московской духовной консистории, но скоро вышел в отставку и при Московском университете сдал экзамен на звание домашнего учителя русского языка. Первые опубликованные произведения Протопопова, вышедшие в 1834 году, — перевод романа Поля де Кока «Сестра Анна» и сборник «Русские повести и рассказы» (ч. 1—3) на исторические, светские и бытовые сюжеты (подписанный псевдонимом А. М-й). Под псевдонимом Александр П-л-в тогда же издал юмористическую повесть «Домовой, или Любовь старого подьячего» (ч. 1-2, М., 1834). Выпустил романы «Чёрный гроб, или Кровавая звезда. Поверье 17 в.» (М., 1835, 1842, 1851) - «страшный» сюжет с исторически приуроченными бытовыми картинами, использованием украинского фольклора. Этот и последующие романы Протопопова второй половины 1830-х годов — «Незаконнорожденный, или Жизнь и смерть. Нравственно-фантастический роман» (М., 1835, 1836), «Пан Ягожинский, отступник и мститель. Роман, взятый из древних польских преданий» (М., 1836, 1843), «Сумасшедший, или Желтый дом» (М., 1836) — представляют собой произведения «низового» романтизма, живописание неистовых страстей, ужасных, таинств, или авантюрных происшествий. Вокруг Протопопова сложилась атмосфера скандала: как
и некоторые другие поставщики рыночной литературы, он неоднократно нарушал нормы литературного поведения. Так, книгу «Черный паук, или Сатана в тюрьме» (М., 1836) Протопопов выдал за переделку повести Э. Т. А. Гофмана, в том же году совершил плагиат: в «историческом романе в драматических картинах» «Смерть Наполеона, или Расстрелянный шпион» (М., 1836) текстуально заимствовал уже переведённые
«сцены» из сочинений А. Дюма. Обвинения в плагиате возобновляются и позднее, в связи с пьесой «Черная немочь» (СПб.,
1849), написанной по повести М. П. Погодина. Цензура нередко запрещала произведения Протопопова за изображение «неистовых страстей», убийств, порочных женщин, неизданными остались «Ночи сумасшедшего Торквато Тассо» (1835), «Новый Дон Жуан, или Любовь и мщение» и др.
19 июля 1839 года неожиданно начал выступать в роли актёра, поступив на сцену Императорского Московского театра в драматическую труппу, где дебютировал в роли Гамлета под псевдонимом Славин, ставшим с тех пор его театральным и литературным именем. Пробыл в труппе Малого театра до 25 марта 1842 года. В июле 1845 года был принят в русскую драматическую труппу Петербургского Александринского театра, где и прослужил почти до своей смерти. В конце 1866 года, во время репетиции, с ним сделался удар, что и заставило его оставить сцену, а 6 октября 1867 года он умер в Петербурге.
На сцене Славин-Протопопов играл все время без особенного успеха и ничем не выделялся. Есть несколько его собственных пьес, как, например, — «Гаврила Иванович Михляев», «Блокада крепости Костромы», «Два рода безумия», которые ставились на сцене, но скоро сходили с репертуара. Автор нескольких беллетристических произведений: «Повести» (1842), «Павел Павлович Никитин, русский художник. Историческая быль в 1 действии, с прологом, из времён Петра Великого» (1846), «Чёрная немочь. Русская драма — былина в 3 сутках» (1849), «Фома Фомич Хрюшкин, или Вот так старичок. Комические сцены» (1856). Написал несколько историко-литературных работ: «Жизнь Вильяма Шекспиpa» (1840) и «Русская критика последнего пятилетия и как исполняют её у нас» (1841), «Исторические, философические и литературные афоризмы» (1839).
Большинство сочинений Славина-Протопопова написано во второй половине его зрелой жизни (начиная с 1852 года) и имеет религиозный характер с мистическим оттенком: «Осада Троицко-Сергиевой Лавры в 1608 г. Повествование XVII в.», 2 ч. (1858), «Путешествие русского человека на поклонение „Господину-Государю“ Великому Новгороду, св. Софии златоглавой и её заповедной святыне» (1858), «Помилуй мя, Боже, помилуй мя! Душевные и сердечные вопли, стенания и воздыхания кающегося грешника» (1858), «Покаяния отверзи ми двери, Жизнодавче, и помилуй мя! Душевные вопли кающегося грешника» (СПб. 1852; 2 изд. 1862; изд. испр. 1867), «Размьшление кающегося грешника о страшном суде, или О втором пришествии Господа нашего И. Христа на землю» (СПб., 2 изд., 1861), «Историческое повествование о св. явленных и чудотворных иконах Казанския и Всех Скорбящих Радости» (СПб., 1862, изд. 4 — 1864), «Господь наш и его св. Евангелие, с обличением лживости лжепророка Магомета и алкорана его» (1862), «Светлое Христово Воскресение (Св. Пасха), с ветхозаветными пророчествами о Воскресении Христа Спасителя и огласительным словом на Св. Пасху св. Иоанна Златоустого» (1862), «Страдание Господа Бога и Спаса нашего И. Христа. (Страсти Христовы, с изложением богослужения во св. великую седмицу)» (изд. 2 — 1862; изд. 5 — 1866), «Историческое повествование о нерукотворенном образе Господа Бога И. Христа, именуемом св. Убрус» (1863; изд. 4 — 1864), «Обзор истории христианской веры от рождения Христа Спасителя нашего до времён просветителя русской земли и вел. князя Владимира; а также всех главных еретиков и гонителей христианства от первых веков до XIX в. Настольная книга для православных христиан» (1865), «Историческое повествование о благочестивом и святом обычае в православной церкви читать псалтырь по усопшем (три дня, 9, 40 и наконец целый год)» (1866).